# レビ

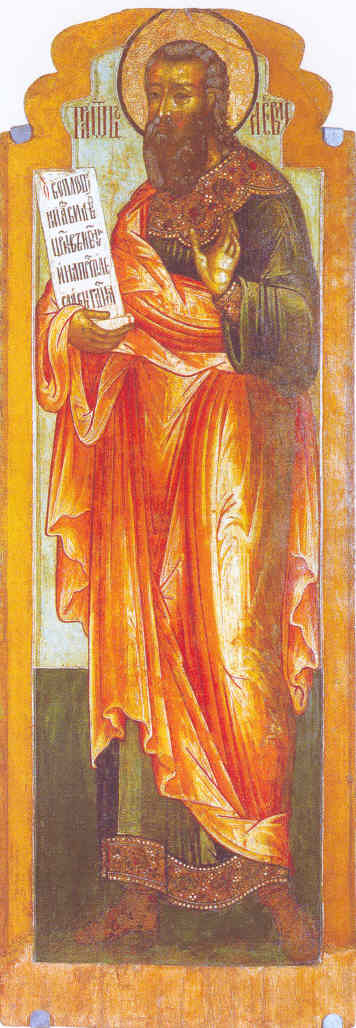
ロシアのレビのイコン

レビ（レヴィ、ラテン文字表記：Levi, Levy, Lewìy）は、旧約聖書の人物である。ヤコブの三男で、レアのとの間の子。ハランに生まれる。
姉妹のディナがシェケムに強姦された報復として、兄のシメオンと共に、シュケムの息子を皆殺しにした。その後、父と共にエジプトに渡った。
ミルカを妻とし、3人の息子ゲルション、ケハテ、メラリをもうけた。娘ヨケベドをもうけたとも。イスラエル12氏族の1つの祭司階級レビ族（レビ氏族・レビ支族・レビ人）の祖となった。